# Samsung Galaxy Note 4
Il Samsung Galaxy Note 4 è uno smartphone di fascia alta prodotto da Samsung, annunciato al IFA Di Berlino il 3 settembre 2014, ed è stato distribuito il 22 ottobre 2014 .
È disponibile nelle versioni da 32GB e 64GB nelle colorazioni Metallic White e Night Blue.
È il quarto dispositivo top di gamma della serie Galaxy Note, successore del Galaxy Note 3 e predecessore del Samsung Galaxy Note 5.

## Specifiche

### Hardware
Il Samsung Galaxy Note 4 ha un display da 5,7 pollici Super AMOLED Quad HD con una risoluzione di 2560×1440 pixel. Samsung ha creato una nuova S-Pen con nuove funzionalità, tra cui inclinazione e la rotazione di riconoscimento. La cover posteriore del Samsung Galaxy Note 4 ha una forte somiglianza con quella del Samsung Galaxy Note 3, con una texture ecopelle. Il Samsung Galaxy Note 4 ha un nuovo design del telaio in alluminio, molto somigliante a quella del Samsung Galaxy Alpha. Ha una batteria agli ioni di litio da 3220 mAh, ed è l'ultimo della serie (insieme al Note Edge) ad avere la batteria removibile.
Il Samsung Galaxy Note 4 dispone di una porta USB 2.0, (in quanto la 3.0 montata sul Galaxy S5 e sul Note 3 era inutilizzata), ma in più è presente una nuova funzionalità denominata Fast Charge, che permette di ricaricare la batteria del dispositivo da 0% a 50% in circa 30 minuti. Il telefono è dotato di vari sensori unici, ad esempio il sensore UV; quello apposito per la misurazione della frequenza cardiaca, per la misurazione della saturazione di ossigeno del sangue, e infine, il sensore capace di rilevare le impronte digitali.
Ha una porta a infrarossi per controllare in modo remoto dispositivi elettronici, muniti di porta IR (televisori, radio, condizionatori,... ). Fu l'ultimo della serie ad avere tale porta, insieme al Note Edge. A causa del termine del servizio WatchON.
Per motivi sconosciuti l'altoparlante è stato ricollocato nella parte posteriore, come sul Note 2 e sull'S5.
Le Air Gesture sono state nascoste, per motivi sconosciuti. Attraverso delle app che creano scorciatoie nella home è possibile accedere alla scheda delle gesture per poterle attivare.

## Software
Il Samsung Galaxy Note 4 al momento dell'immissione sul mercato possiede Android 4.4.4 KitKat, personalizzato con interfaccia TouchWiz Nature UX 3.5. Questa versione dell'interfaccia Samsung mostra una prevalenza della colorazione bianca nei menu, a differenza della TouchWiz Nature UX 3.0 prevalentemente scura presente su S5 ed altri modelli Samsung con Android 4.4.2. Il dispositivo è stato poi aggiornato ad Android 5.0.1 Lollipop, che comprende modifiche grafiche che rendono l'interfaccia più coerente con il Material Design di Google e nel corso del 2015 è arrivato anche l'aggiornamento alla versione 5.1.1 Lollipop. A inizio 2016 è iniziata la distribuzione dell'aggiornamento ad Android 6.0.1 Marshmallow, e non è possibile aggiornare il dispositivo a versioni più recenti di Android in maniera ufficiale. Il Samsung Galaxy Note 4 contiene la maggior parte delle caratteristiche e le funzionalità del software della serie Samsung Galaxy Note, ma aggiunge anche gli aggiornamenti più significativi dei predecessori, come ad esempio una nuova interfaccia multitasking, ampliate le funzioni della S-Pen, rivisitato l'Air Command in stile Note 5, e gesti e menu rinfrescati e icone.
Le ultime patch di sicurezza disponibili per questo telefono sono diverse a seconda del codice modello, risalgono ad  agosto 2017  nel mercato italiano e nella maggior parte del mercato europeo. Fra il 2018 e il 2019 (la data di rilascio è stata diversa a seconda del mercato) è stato pubblicato un ulteriore aggiornamento minore per il dispositivo, senza alcuna modifica relativa alle patch di sicurezza nella versione italiana.

## Fotocamera
La fotocamera posteriore ha un sensore di 16 MP che può registrare video in risoluzione 4K UHD a 30fps (Non stabilizzati), Quad HD (Non stabilizzati), Full HD 60fps (Non stabilizzati) e Full HD 30fps (Stabilizzati). La fotocamera anteriore è da 3.7 MP ed è in grado di registrare video in risoluzione Quad HD sempre a 30fps.